# Welcome Home Armageddon
Pour les articles homonymes, voir Welcome Home.
Albums de Funeral for a Friend
Memory and Humanity
(2008) Conduit
(2013)
Singles
1. Front Row Seats to the End of the World
Sortie : 24 janvier 2011
2. Sixteen
Sortie : 14 mars 2011
3. Broken Foundation
Sortie : 13 juin 2011

Welcome Home Armageddon est le cinquième album du groupe gallois de post-hardcore Funeral for a Friend, publié le 14 mars 2011, par Distiller Records au Royaume-Uni et Good Fight Entertainment aux États-Unis.

## Liste des chansons
Toutes les chansons sont écrites et composées par Funeral for a Friend.
| No  | Titre                                   | Durée |
| --- | --------------------------------------- | ----- |
| 1.  | This Side of Brightness                 | 0:44  |
| 2.  | Old Hymns                               | 2:32  |
| 3.  | Front Row Seats to the End of the World | 3:30  |
| 4.  | Sixteen                                 | 2:50  |
| 5.  | Aftertaste                              | 3:37  |
| 6.  | Spinning Over the Island                | 5:03  |
| 7.  | Man Alive                               | 2:49  |
| 8.  | Owls (Are Watching)                     | 3:32  |
| 9.  | Damned If You Do, Dead If You Don't     | 3:29  |
| 10. | Medicated                               | 3:36  |
| 11. | Broken Foundation                       | 3:29  |
| 12. | Welcome Home Armageddon                 | 5:25  |